# Élections législatives géorgiennes de 2024
Les élections législatives géorgiennes de 2024 (en géorgien საქართველოს საპარლამენტო არჩევნები 2024, sakartvelos sap’arlament’o archevnebi 2024) ont lieu le 26 octobre 2024 afin de renouveler pour quatre ans les membres du Parlement de Géorgie.
Ces élections sont suivies le 17 novembre de l'élection présidentielle, au cours de laquelle le président sera élu pour la première fois au scrutin indirect, par le parlement.
L'élection est marquée par l'opposition géopolitique entre le parti Rêve géorgien au pouvoir, russophile, et plusieurs mouvements d'opposition favorables à un rapprochement avec l'Union européenne.
L'élection, largement entachée de fraude, voit de manière contestée le parti au pouvoir remporter le scrutin face à l'opposition alors que les sondages de sortie d'urnes donnaient ces derniers vainqueurs, ce qui provoque un vaste mouvement de contestation de la part de l'opposition, la présidente qualifiant notamment ce scrutin de « volé » et réclamant de nouvelles élections libres.

## Contexte

### Élections de 2020 et démission de Guiorgui Gakharia
Les élections parlementaires de 2020 se déroulent en Géorgie le 31 octobre. Tandis que les sondages montrent que le parti Rêve géorgien reste en tête de son opposition (33 % selon IRI et 52 % selon la compagnie britannique Survation en août), les réformes électorales adoptées en juin réduisent le nombre de députés majoritaires et augmentent le nombre de députés élus par un système proportionnel, un changement vu comme favorisant l'opposition.
En août, l'ONG International Society for Fair Elections and Democracy a publié un rapport accusant le gouvernement d'utiliser des ressources administratives dans la région de Satchkheré pour faire campagne, tout en notant la position de l'Église orthodoxe géorgienne contre le parti au pouvoir dans le sud du pays.
Au premier tour du 31 octobre, le RG remporte 48,2 % des suffrages exprimés, soit 74 sièges au Parlement (ou deux moins d'une majorité). Un second tour, boycotté par l'opposition, voit la victoire unanime du RG dans 17 circonscriptions, faisant de celui-ci le premier parti politique à être élu pour trois mandats depuis l'indépendance de la Géorgie. Les partis d'opposition ont accusé le parti au pouvoir de fraude électorale.
À partir de février 2021, des manœuvres au sein du gouvernement géorgien provoquent des rumeurs vers une démission potentielle du Premier ministre Guiorgui Gakharia, notamment le limogeage par le ministères Affaires intérieures de plusieurs dirigeants régionaux de la police géorgienne, considéré comme une tentative de purger le secteur public des loyalistes à Gakharia par certains cadres au sein de la structure gouvernementale.
Le 17 février, la Cour municipale de Tbilissi autorise l'arrestation du chef de l'opposition Nika Melia, président du MNU, pour violations des termes de son assignation à domicile, une décision condamnée par de nombreuses figures de la communauté internationale. Dans la matinée du 18 février, tandis que les forces de l'ordre viennent arrêter Melia, Guiorgui Gakharia annonce sa démission lors d'une conférence de presse. Il annonce le 29 mai 2021 la formation d'un nouveau parti politique appelé Pour la Géorgie (géorgien : საქართველოსთვის) dont il est le leader.

### Retour et incarcération de Mikheil Saakachvili
Le 2 octobre 2021, Mikheil Saakachvili revient en Géorgie à la veille des élections locales et est immédiatement arrêté. Alors que la diplomatie ukrainienne tente de le libérer, le Premier ministre Irakli Garibachvili déclare que celui-ci purgera ses huit ans de détention,. Le 4 octobre, à Roustavi, 3 000 de ses partisans manifestent pour sa libération.
Le 21 février 2022, il annonce se mettre une nouvelle fois en grève de la faim. Emprisonné depuis plusieurs mois et fragilisé par les grèves de la faim, son état est jugé préoccupant par les médecins.

### Rupture entre la présidente Zourabichvili et le Rêve géorgien
Bénéficiant du soutien du RG-GD durant l'élection présidentielle de 2018, Salomé Zourabichvili est souvent assimilée au parti au pouvoir durant les premières années de sa présidence, malgré son statut non-partisan. Elle devient toutefois progressivement de plus en plus critique envers le gouvernement. Le 9 avril 2021, accusant le RG-GD de « manquer de courage », elle le critique pour n'avoir pas impliqué la présidence et l'opposition dans sa décision d'annoncer la candidature de la Géorgie à l'adhésion au sein de l'Union européenne en 2024. En août, elle critique le gouvernement pour avoir abandonné l'Accord du 19 avril 2021 avec l'opposition, négocié par l'UE, puis qualifie d'« incompréhensible » la décision du Premier ministre Irakli Gharibachvili de refuser une ligne de crédit européenne.
Le 27 décembre 2021, la présidente critique publiquement la proposition d'abolir le Bureau d'Inspecteur d'État, une agence gouvernementale indépendante. Cette agence est alors sous l'attention publique pour son enquête sur le traitement de Saakachvili en prison par les autorités pénitentiaires. Le Parlement vote la suppression du Bureau le 30 décembre et Zourabichvili signe néanmoins le projet de loi le 13 janvier 2022. Quelques semaines plus tard, Irakli Kobakhidzé, président du RG-GD, accuse la présidente d'interférer dans les affaires du Parlement quand elle critique la décision de terminer les mandats de trois députés d'opposition. Kobakhidzé l'accusera plus tard d'ingérence dans les affaires judiciaires du pays quand elle critique le système judiciaire de la Géorgie.
Les tensions entre l'administration de Zourabichvili et le parti au pouvoir s'aggravent à la suite du début de l'invasion russe de l'Ukraine, la présidente prenant une position fermement anti-russe, tandis que le gouvernement tombe dans une crise diplomatique avec l'Ukraine. Le 24 février, au lendemain de l'invasion, elle convoque une session extraordinaire du Parlement, mais le RG-GD bloque la convocation en refusant d'ouvrir les portes du Parlement.
Zourabichvili condamne à plusieurs reprises les commentaires critiques de membres du gouvernement géorgien envers des dignitaires occidentaux, dont plusieurs membres du Parlement européen et les ambassadeurs américain et européen. Dans une adresse à la nation, elle accuse le gouvernement de Gharibachvili d'avoir coûté au pays son statut de réformateurs parmi les potentiels candidats à l'adhésion européenne et critique de même l'arrestation du journaliste anti-gouvernemental Nika Gvaramia, tout en refusant de le gracier.

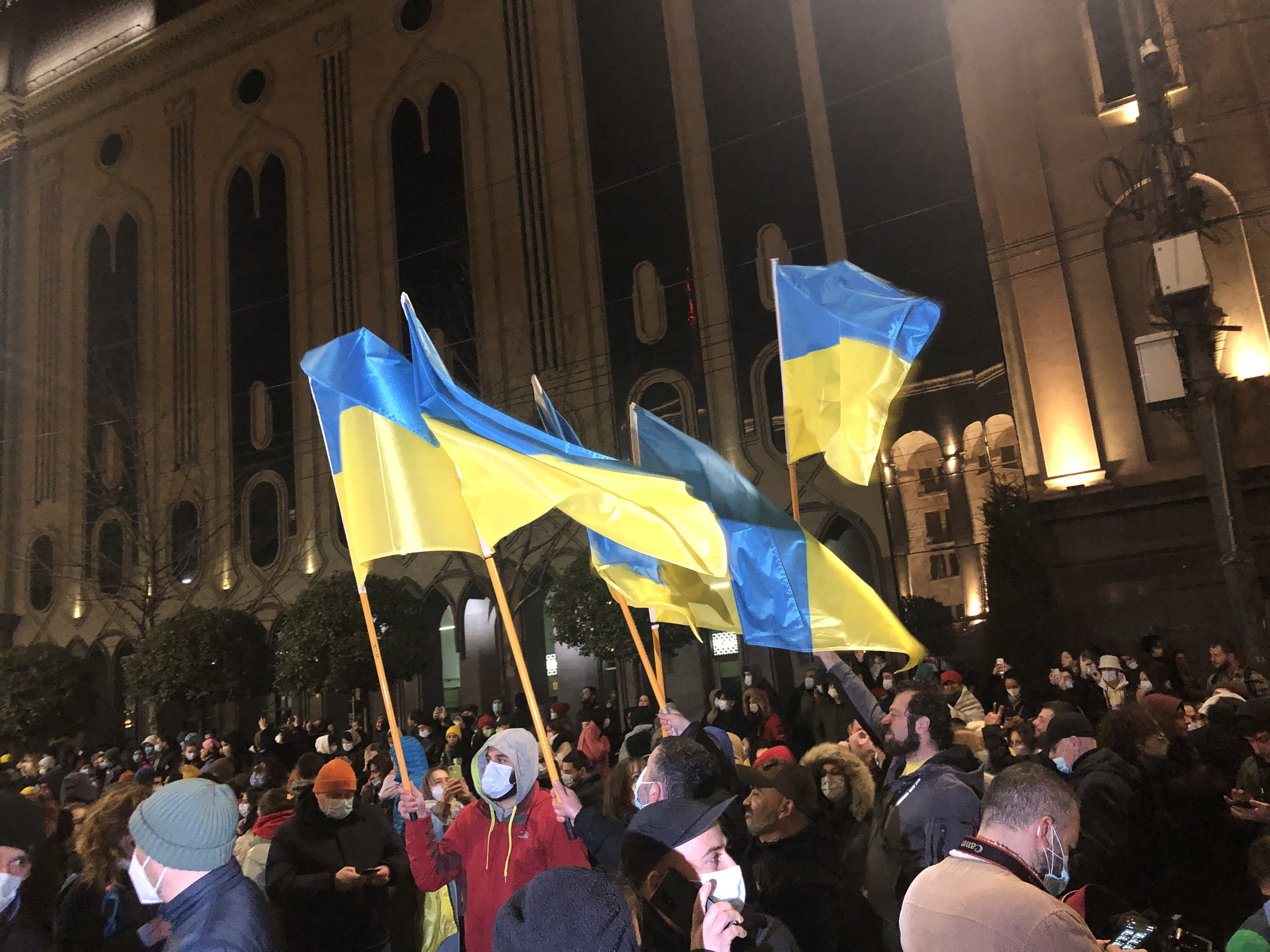
Manifestations de soutien à l'Ukraine en février 2022

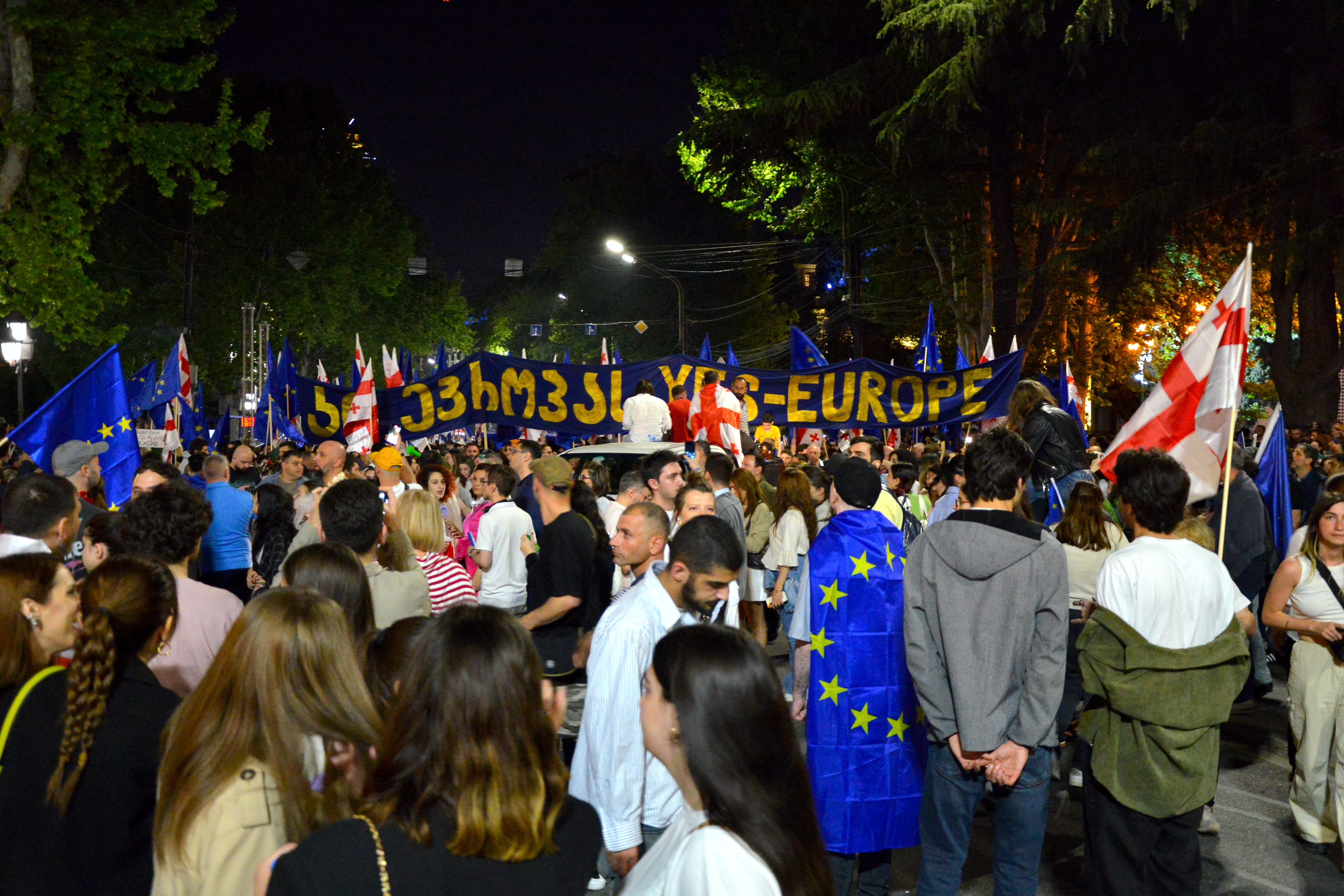
Manifestations pro-européenne en avril 2024

La crise la plus profonde entre les deux côtés arrive quand la présidente est invitée à visiter Paris et Bruxelles par Emmanuel Macron et Charles Michel le 26 février, deux jours après le début de l'invasion. Le gouvernement lui refuse alors l'autorisation de voyager à l'étranger, lui demandant d'annuler ses visites prévues en France, Belgique, Allemagne et Pologne. Elle voyage néanmoins en France et à Bruxelles pour rencontrer la direction européenne, hors de l'aide diplomatique de son pays. Quand la présidente révèle la tentative du gouvernement géorgien de bloquer ses voyages diplomatiques, le RG-GD annonce le 15 mars une plainte contre elle auprès de la Cour constitutionnelle: elle est accusée d'avoir quitté le pays sans l'autorisation du gouvernement, ainsi que d'avoir refusé de nommer des ambassadeurs proposés par le Ministère des Affaires étrangères. Le Parlement adopte une nouvelle loi le 14 avril qui l'autoriserait à porter plainte contre la présidence, tandis que plusieurs ONG défendent Zourabichvili en démontrant que l'Article 52 de la Constitution géorgienne l'autorise à effectuer des voyages diplomatiques sans autorisation gouvernementale. Le 6 juin, le RG-GD annonce déposer sa plainte auprès de la Cour constitutionnelle pour ce qu'il décrit comme un refus de la présidente de nommer plusieurs ambassadeurs.
Le 22 juin, elle oppose son veto à un projet de loi élargissant les pouvoirs de surveillance du gouvernement, le premier veto de sa présidence. Elle est en effet opposée à la surveillance de masse comme une violation des droits de l'homme. En 2021, un document divulgué du Service de sécurité d'État révèle un plan pour espionner la présidente et son équipe.
Les relations entre la présidence et le gouvernement de Gharibachvili restent le sujet de tensions. Une session parlementaire extraordinaire convoquée par la présidente le 15 juillet pour adresser les réformes urgentes nécessaires pour l'adhésion à l'Union européenne est annulée par le Parlement. Le Premier ministre l'a comparé à une « ennemie du pays » et a bloqué une seconde série de voyages diplomatiques de la présidente en juin en France, Pologne et Ukraine. Salomé Zourabichvili est devenu la cible de plusieurs accusations de la part d'un groupe de députés ayant quitté le RG-GD à l'été 2022 pour poursuivre une politique plus hostile envers l'Union européenne. Le 1er juillet, Tea Katoukia, ambassadrice de Géorgie en France et considérée comme une alliée de Zourabichvili, démissionne, citant comme raison de nombreuses pressions de la bureaucratie diplomatique. Le 6 août, elle refuse de nommer Guiorgui Kalandarichvili pour un nouveau mandat comme président de la Commission électorale centrale, largement vu comme un allié du gouvernement, ce qui mène à une critique de la part de la Commission.
Le 23 juin 2023, Zourabichvili gracie Nika Gvaramia, avocat, homme politique d'opposition et ancien ministre sous la présidence de Mikheil Saakachvili, condamné en mai 2022 à trois ans et demi de prison et emprisonné pour avoir « nui aux intérêts financiers d’une chaîne de télévision qu’il avait auparavant dirigée »,.
Le 1er septembre 2023, le parti au pouvoir Rêve géorgien saisit la Cour constitutionnelle afin d'entamer un procédure de destitution à l'encontre de la présidente Salomé Zourabichvili. Le président du parti Irakli Kobakhidzé, estime que Zourabichvili a violé la constitution en réalisant une tournée dans certains pays de l'Union européenne pour soutenir la candidature du pays à l'entrée dans celle-ci, malgré l'avis contraire du gouvernement, responsable de la politique étrangère et qui lui avait notamment interdit de se rendre dans dix pays, dont l’Ukraine. Zourabichvili dénonce la procédure de destitution, estimant que cela vise à « tuer l’avenir européen de la Géorgie et la démocratie ». La Cour constitutionnelle autorise l'ouverture de la procédure le 16 octobre suivant. C’est la première fois dans l’histoire de la Géorgie qu’un président fait l'objet d'une procédure de destitution. Le 18 octobre, le Parlement rejette finalement la destitution avec 86 députés pour et 1 contre, l'opposition ayant boycotté le vote.

### Lois sur les agents de l'étranger et anti-LGBT

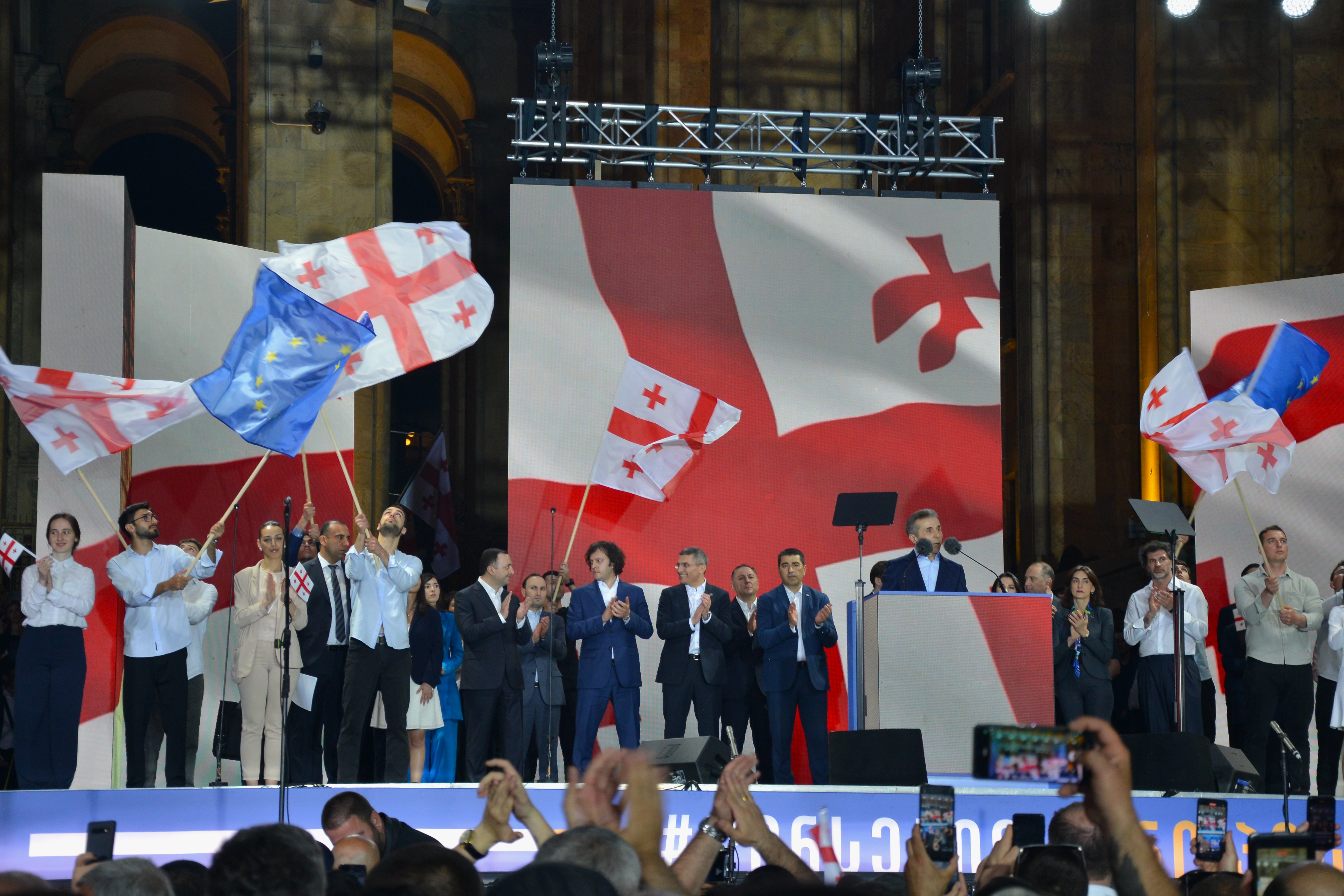
Discours de Bidzina Ivanichvili lors d'un rassemblement en faveur de la loi sur les agents étrangers, en avril 2024

Dans le contexte de l'invasion de l'Ukraine par la Russie de 2022, et alors que l'adhésion de la Géorgie à l'Union européenne a été mis en suspens, notamment en raison de son retard en raison de son manque de progrès sur le respect des droits de l'homme, le vote d'une nouvelle loi sur les agents étrangers pro-russe puisque inspirée d'une loi en vigueur en Russie, est contestée par d'importantes manifestations,. Les critiques disent que le projet de loi représente un virage autoritaire et pourrait nuire à ses espoirs d'adhésion à l'Union européenne. Ils considèrent que la loi étouffe la liberté de la presse. La présidente géorgienne, Salomé Zourabichvili, a apporté son soutien aux manifestants, affirmant que « la voie de l'intégration européenne doit être protégée. » Elle annonce son intention d'opposer son veto au projet de loi controversé, adopté le 6 mars en première lecture, avec 76 voix pour et 13 contre, au parlement. Le projet de loi est finalement retiré par le gouvernement le 9 mars 2023.
Le 3 avril 2024, le nouveau Premier ministre Irakli Kobakhidze annonce le retour du projet de loi controversé sur les agents de l'étranger, abandonné par le précédent gouvernement en mars 2023,. Le terme « agent de l’étranger » a ainsi été supprimé et remplacé par « organisation servant les intérêts d’une puissance étrangère ». De nouvelles manifestations éclatent en opposition à cette loi à partir du 15 avril suivant. La présidente Salomé Zourabichvili dénonce à nouveau une tentative du gouvernement et du parti Rêve géorgien de compromettre le processus d'adhésion de la Géorgie à l'Union européenne au profit de l'influence russe, et annonce qu'elle utilisera son droit de véto.  Comme elle l'avait annoncé auparavant, la présidente Zourabichvili met son veto au projet de loi controversé, utilisant cette prérogative le 18 mai suivant,. Le projet de loi est finalement signé par le président du Parlement Chalva Papouachvili le 3 juin, la présidente ayant refusé de le promulguer.
Le 2 octobre 2024, la présidente Zourabichvili refuse de signer un texte de loi restreignant les droits LGBT. Le 7 octobre suivant, le parti au pouvoir annonce initier une nouvelle procédure de destitution à l'encontre de la présidente sortante, l'accusant d'avoir abuser de ses prérogatives en ayant voyagé en Europe sans l'autorisation du gouvernement, soit le même motif que pour la première procédure de destitution en octobre de l'année précédente.

## Système électoral
Le Parlement unicaméral de Géorgie est composé de 150 sièges pourvus pour quatre ans au scrutin proportionnel plurinominal, avec listes fermées et un seuil électoral de 5 %.
Il s'agit des  premières élections organisées sous ce système, et non plus selon un mode de scrutin parallèle, en accord avec la révision de la Constitution de 2017. Cette dernière instaure en effet un régime parlementaire qui doit à terme voir le président élu au scrutin indirect par un collège électoral composé des membres du parlement et de ceux des conseils régionaux et municipaux. Le parlement ainsi que le Premier ministre voient leurs pouvoirs élargis au détriment du président, qui devient un chef d'État honorifique. Le mandat de la présidente Salomé Zourabichvili, dernière à être élue au scrutin direct en novembre 2018, est exceptionnellement étendu jusqu'en 2024. Les élections organisées cette année là doivent par conséquent aboutir au renouvellement du parlement, qui doit procéder peu après son élection à celle du chef d'État par le biais du collège électoral.
Un amendement a introduit en 2020 pour une durée de huit ans un quota de 25 % de femmes sur les listes en lice au scrutin proportionnel — soit un minimum de trente députés — en obligeant les listes à ne pas comporter plus de trois candidats du même sexe d'affilée. Cette disposition doit ensuite passer à 33 % en 2028, avec un maximum de deux candidats du même sexe d'affilée.

## Campagne
En vue des élections législatives d'octobre 2024, la présidente Zourabichvili appelle à la formation d'une coalition pro-européenne. Celle-ci est formée par la Coalition pour le changement, Unité pour sauver la Géorgie et Géorgie forte. Les principales coalitions d'opposition sont Coalition pour le changement (en), Unité pour sauver la Géorgie (en), Géorgie forte (en) et Pour la Géorgie.
Accusant les partis d'opposition d'être responsables de la seconde guerre d'Ossétie du Sud, Rêve géorgien promet de les interdire.

### Principaux partis politiques
| Parti et coalition | Parti et coalition                | Président                                                  | Idéologie | Résultats en 2020           |
| ------------------ | --------------------------------- | ---------------------------------------------------------- | --- | --------------------------- |
|                    | Rêve géorgien                     | Bidzina Ivanichvili                                        | Centre gauche, ou attrape-tout, Populisme Libéralisme économique, Souverainisme Antiaméricanisme Conservatisme Russophilie | 48,22 % des voix 90 députés |
|                    | Coalition pour le changement (en) | Nika Gvaramia Nika Melia Zourab Japaridze Elene Khoshtaria | | Nouveau                     |
|                    | Unité pour sauver la Géorgie (en) | Tinatin Bokuchava                                          | Centre droit Populisme Libéral-conservatisme Europhilie Atlantisme                                                         | 30,97 % des voix 41 députés |
|                    | Géorgie forte (en)                | Mamouka Khazaradze                                         | | 5,12 % des voix 6 députés   |
|                    | Pour la Géorgie                   | Guiorgui Gakharia                                          | | Nouveau                     |

## Résultats
|                           |                                   |           |       |      |        |               |  |
| Parti                     | Parti                             | Voix      | %     | +/-  | Sièges | +/-           |  |
|                           | Rêve géorgien                     | 1 120 053 | 53,93 | 5,71 | 89     | 1             |  |
|                           | Coalition pour le changement (en) | 229 161   | 11,03 | Nv   | 19     | 19            |  |
|                           | Unité pour sauver la Géorgie (en) | 211 216   | 10,17 | N/a  | 16     | 16            |  |
|                           | Géorgie forte (en)                | 182 922   | 8,81  | N/a  | 14     | 14            |  |
|                           | Pour la Géorgie                   | 161 521   | 7,78  | N/a  | 12     | 12            |  |
|                           | Nouveau centre politique - Girchi | 62 223    | 3,00  | 0,11 | 0      | 4             |  |
|                           | Alliance des patriotes de Géorgie | 50 599    | 2,44  | 0,70 | 0      | 4             |  |
|                           | Parti travailliste géorgien       | 15 103    | 0,73  | 0,27 | 0      | 1             |  |
|                           | Changez la Géorgie                | 12 528    | 0,60  | Nv   | 0      | en stagnation |  |
|                           | Autres partis                     | 31 453    | 1,51  | –    | 0      | en stagnation |  |
|                           |                                   |           |       |      |        |               |  |
| Suffrages exprimés        | Suffrages exprimés                | 2 076 779 | 98,34 |      |        |               |  |
| Votes blancs et invalides | Votes blancs et invalides         | 34 974    | 1,66  |      |        |               |  |
| Total                     | Total                             | 2 111 753 | 100   | –    | 150    | en stagnation |  |
| Abstentions               | Abstentions                       | 1 396 541 | 39,81 |      |        |               |  |
| Inscrits / participation  | Inscrits / participation          | 3 508 294 | 60,19 |      |        |               |  |

## Suites
À la clôture des bureaux de vote, l'opposition et le parti au pouvoir revendiquent la victoire sur la base de sondages de sortie des urnes. La présidente Zourabichvili annonce que la « Géorgie européenne » a remporté le scrutin avec 52 % des voix malgré la « fraude ». Plus tard, les résultats préliminaires donnent le parti au pouvoir en tête avec 53 % des voix.
Dénonçant une « élection volée », les partis d'opposition ne reconnaissent pas les résultats. L'association des jeunes avocats dénonce une violation du secret du vote, ainsi que des violences physiques et verbales à l'encontre des observateurs. Des irrégularités ont été constatées comme l'usage d'encre délébile permettant aux électeurs de voter une deuxième fois, ou des agents ayant laissé des électeurs ayant de l'encre aux doigts venir voter. Selon des personnes âgées, il a été demandé à des fonctionnaires pour qui vote leur entourage familial. Le Réseau européen des organisations d'observation électorale, qui a supervisé le scrutin, dénonce un « environnement polarisé et restrictif, qui porte atteinte à l'inclusivité, à la transparence et à la justice ». L'organisation dénonce aussi des violences contre des membres de l'opposition, des intimidations d'électeurs, « des campagnes de diffamation contre des observateurs et un usage abusif généralisé des ressources administratives ». Des cas de bourrages d'urnes ont aussi été relevés. Pour les ONG Transparency International et International Society for Fair Elections And Democracy, la fraude a été « systémique » et « généralisée », concernant au moins 10 % des voix, cette affirmation est en contradiction avec le rapport de l'OSCE pour lequel les irrégularités ne sont pas estimées comme étant systématiques ou orchestrées . En plus des irrégularités et violences déja constatées, la mission de l'Organisation pour la sécurité et la coopération en Europe (OSCE) constate aussi des cas d'achats de voix. Le président du Conseil européen Charles Michel lance un appel à la Commission électorale centrale et aux autres organes chargés du processus électoral à enquêter sur ces allégations de fraudes.
L'après-midi du 27 octobre, la présidente Zourabichvili annonce une allocution à venir à 21h et reçoit dans la foulée des représentants des ONG et des partis d'opposition au palais présidentiel, consultations qu'elle achève vers 19h. Le même jour, la Coalition pour le changement et le Mouvement national uni annoncent ne pas siéger au Parlement et appellent respectivement à « protéger les votes des électeurs » et à manifester,. L'ancien président emprisonné Saakachvili appelle lui aussi à des manifestations massives.
Lors de son allocution, la présidente Zourabichvili dénonce une « falsification totale » du scrutin et accuse la Russie d'avoir perpétré une « opération russe spéciale, une forme moderne de guerre hybride contre le peuple géorgien ». Elle appelle elle aussi à manifester le lendemain 28 octobre, comme l'opposition. Celle-ci rassemble des milliers de manifestants devant le Parlement.
Le 29 octobre, la commission électorale annonce qu'elle procédera au recomptage des voix de 5 % des bureaux de vote choisis au « hasard » de chaque circonscription, ce qui équivaut à 14 % du total des voix.
Le 16 novembre, la commission électorale confirme le résultat des élections. Salomé Zourabitchvili dénonce un système de fraude sophistiqué inspiré des méthodes russes, mais refuse de répondre à une convocation du parquet enquêtant sur ses déclarations. Le 19, Salomé Zourabitchvili dépose un recours devant la Cour constitutionnelle pour obtenir l’annulation des dernière élections. Le dirigeant de l’Abkhazie démissionne. Les manifestations se tendent, autant du côté de la répression que des actions qui aboutissent à une occupation temporaire du Parlement.